# 10427 Klinkenberg
10427 Klinkenberg (2017 P-L) là một tiểu hành tinh vành đai chính được phát hiện ngày 24 tháng 9 năm 1960 bởi vợ chồng Cornelis Johannes van Houten và Ingrid van Houten-Groeneveld ở Palomar. Nó được đặt theo tên Dirk Klinkenberg, nhà toán học và nhà thiên văn học Hà Lan thế kỷ 19.